# Reichsarzt SS
Reichsarzt SS ("Rijksarts SS") was een functie binnen de SS. De Reichsarzt SS viel rechtstreeks onder de Reichsführer-SS Heinrich Himmler.

## Creatie van de functie
Op 1 juni 1935 werd Ernst-Robert Grawitz door Himmler benoemd tot Chef des SS-Sanitätsamtes und zum „Reichsarzt der SS“ (vrije vertaling: Chef van het SS-geneeskundigeambt en Rijksarts van de SS). Met deze functie vertegenwoordigde Grawitz de hoogste vaktechnische autoriteit in alle medische en geneeskundige zaken binnen de SS. Hij was ook verantwoordelijk voor de doktoren en de medische toestand in de concentratiekampen. Grawitz stond aanvankelijk aan het hoofd van het SS-Sanitätsamt, een dienst die in 1931 was opgericht en snel uitbreidde. In 1936 werd het Sanitätswesen der SS overgedragen aan Grawitz. Functioneel was Amt III ondergeschikt aan hem, maar Enno Lolling was het directe hoofd van de afdeling. De concentratiekampen stonden qua discipline onder de leiding van de SS-Obergruppenführer Oswald Pohl.

## Samenwerking tussenReichsführer SSenReichsarzt SS
In 1943 richtte Grawitz zich tot Himmler, met de vraag om acht concentratiekampgevangen ter beschikking te stellen voor experimenten met het besmettelijke hepatitis. Himmler antwoordde schriftelijk, en stelde acht Joden uit Auschwitz ter beschikking. 
De Reichsarzt SS was het aanspreekpunt voor andere nazi-artsen van verschillende nazi-onderzoeksinstellingen. Hij vorderde concentratiekampgevangenen om medische experimenten mee te doen. Himmler belastte Grawitz met het coördineren van de experimenten, en kreeg hiervan regelmatig schriftelijke rapportages. Grawitz en Himmler bespraken ook het voorstel om gaskamers te gebruiken om concentratiekampgevangenen te doden.
Toen de titel van Himmler werd veranderd in Reichsführer SS und Chef der Deutschen Polizei, werd ook de Dienststelle Reichsarzt SS und Polizei opgericht. Het personeel van de Dienststelle Reichsarzt SS und Polizei omvatte:
- Karl Gebhardt, hoogste clinicus bij de Reichsarzt SS, lijfarts van Himmler
- Joachim Mrugowsky, hoogste hygiënist bij de Reichsarzt SS
- Helmut Poppendick, chef van het persoonlijke bureau in de staf van de Reichsarzt SS
- SS-Hauptsturmführer Ferdinand Berning, adjudant van de Reichsarzt SS
- Carl Blumenreuter, SS-Chefapotheker bij de Reichsartz SS
- Oskar Hock, arts toegevoegd aan de staf
- Bruno Rothardt, inspectiearts bij de Reichsartz SS[4]
- Friedrich Karl Dermietzel, plaatsvervangend Reichsarzt SS[5]
- Hugo Blaschke, Hauptabteilungsleiter IV en Oberster Zahnarzt bij de Reichsarzt SS